# Capital Tower

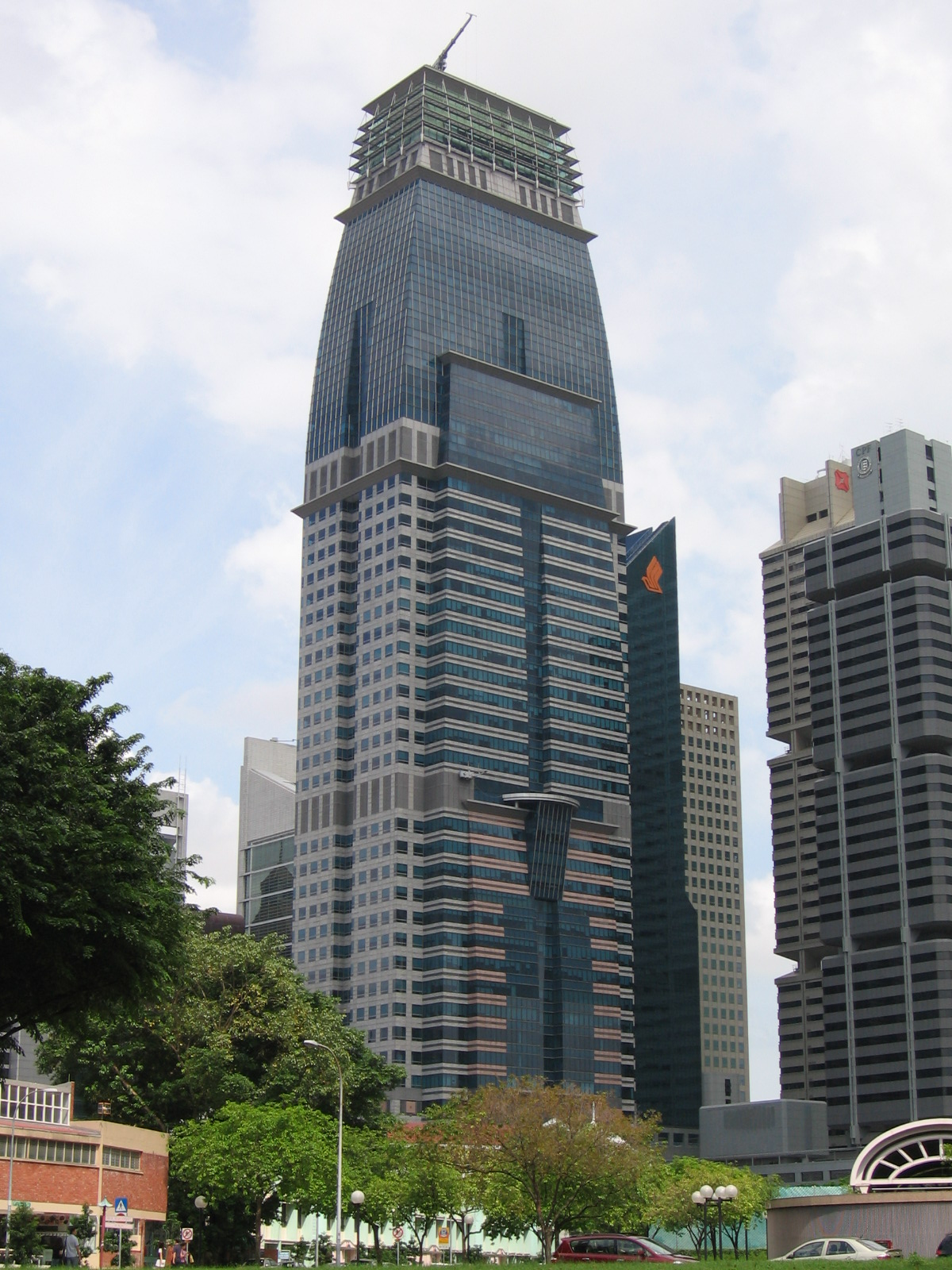
A Capital Tower em 2006.

Capital Tower é um dos arranha-céus mais altos do mundo, com 254 metros (833 ft). Edificado na cidade de Singapura, Singapura, foi concluído em 2000 com 52 andares.